# Asociația OB1 din Orion
Asociația OB1 din Orion este o grupare contingentă a mai multor zeci de stele gigante calde de tip spectral O sau B. Mii de stele, având masa mai mică, sunt asociate, precum și un număr mai mic, dar semnificativ de protostele. Ele fac parte din Norul molecular din Orion. Prin relativa lor proximitate și complexitate, este asociația OB studiată mai îndeaproape.
Asociația OB1 din Orion este constituită din subgrupele următoare:
Orion OB1a, grupul de stele aflat la nord-vest de stelele din asterismul Centura lui Orion, având o vârstă medie de vreo 12 milioane de ani. În acest grup de stele se află un alt subgrup, grupul 25 Orionis; stelele din acest grup sunt situate lângă steaua γ Ori (Bellatrix). 

Orion OB1b, constituit din cele trei stele strălucitoare ζ Ori (Alnitak), ε Ori (Alnilam) și δ Ori (Mintaka), care constituie asterismul cunoscut sub numele de Centura lui Orion precum și stele minore. Acest grup are o vârstă medie de vreo 8 milioane de ani, iar acesta este subîmpărțit în alte trei subgrupuri;

Orion OB1c, stelele din asterismul Sabia lui Orion au o vârstă cuprinsă între 3 și 6 milioane de ani;

Orion OB1d, stelele din Nebuloasa Orion și M 43, stelele cele mai tinere.
Semnături ale evoluției discurilor de resturi stelare au fost detectate în subgrupele Orion OB1a și Orion OB1b.